# Батаршин Гільфан Абубекерович
Гільфан Абубекерович Батаршин (нар. 1 січня 1914 — 11 грудня 1947) — радянський прикордонник, учасник битви на озері Хасан, майор. Герой Радянського Союзу (1938).
Один з перших радянський прикордонників удостоєних звання Героя Радянського Союзу.

## Життєпис
Народився 1 січня 1914 року в селищі Голубівський Рудник, нині — місто Голубівка Луганської області, в родині шахтаря. Татарин.
Закінчив 7 класів школи і Лисичанський гірничопромисловий технікум. З 1932 року працював на заводі в місті Казані (Татарстан), з 1934 року- маркшейдером на шахті № 22 Голубівського Рудника.
З 1936 року — в лавах прикордонних військ НКВС СРСР. Закінчив школу молодшого командного складу Посьєтського прикордонного загону, проходив службу у цьому ж загоні.
Командир відділення маневрової групи 59-го Посьєтського прикордонного загону Далекосхідного прикордонного округу військ НКВС СРСР молодший командир Г. А. Батаршин особливо відзначився під час боїв на озері Хасан. 31 липня 1938 року в бою за висоту Заозерну (південний беріг озера Хасан), прикриваючи командний пункт начальника прикордонного загону полковника К. Є. Гребенника, подавляв вогневі точки супротивника. При спробі японців оточити прикордонників, вогнем відвернув на себе їх увагу, що дало змогу бійцям відійти. Будучи пораненим, віднайшов і витягнув з поля бою важкопораненого командира. У ніч на 1 серпня відділення під командуванням Г. А. Батаришина успішно вело бій з чисельно переважаючими силами супротивника біля висоти Заозерної.
З 1938 року — начальник прикордонної застави. З 1939 по 1941 роки навчався у Військовій академії імені М. В. Фрунзе. Член ВКП(б) з 1940 року.
З вересня 1941 року — старший помічник начальника відділення штабу Середньоазійського прикордонного округу.
Учасник німецько-радянської війни з червня 1943 року. Командував батальйоном 157-го прикордонного полку військ НКВС по охороні тилу Центрального, згодом — Білоруського та 1-го Білоруського фронтів.
З 1945 року обіймав посаду заступника начальника відділу ГУПВ МВС СРСР.
11 грудня 1947 року загинув в авіакатастрофі, повертаючись з Токійського процесу над військовими злочинцями, де виступав як свідок. Літак потрапив у зону тайфуну й впав у Тихий океан неподалік острова Аскольд.

## Нагороди
Указом Президії Верховної Ради СРСР від 25 жовтня 1938 року «за зразкове виконання бойових завдань і геройство, виявлене при обороні району озера Хасан», молодшому командирові Батаршину Гільфану Абубекеровичу присвоєне звання Героя Радянського Союзу. Після встановлення знаку особливої відзнаки, отримав медаль «Золота Зірка» за № 79.
Був також нагороджений орденами Леніна (25.10.1938), Вітчизняної війни 2-го ступеня (03.09.1944), Червоної Зірки і медалями.

## Пам'ять
Ім'ям Гільфана Батаршина названо вулиці в містах Казані (Татарстан, Росія) і Голубівці Луганської області (Україна).
У 1967 році ім'я «Гільфан Батаршин» одержав великий морозильний траулерМіністерства рибного господарства СРСР.